# Tvåfläckscichlid
Tvåfläckscichlid (Cichlasoma bimaculatum) är en fiskart som först beskrevs av Carl von Linné 1758.  Tvåfläckscichlid ingår i släktet Cichlasoma och familjen Cichlidae. Inga underarter finns listade i Catalogue of Life.